# Szemerekő
Szemerekő (ukránul: Смереково [Szmerekovo]) település Ukrajnában, Kárpátalján, az Ungvári járásban.

## Fekvése
Nagybereznától délkeletre, Ungbükkös és Sóhát közt fekvő település.

## Nevének eredete
Szmerekova neve szláv eredetű, a lucfenyő szláv megfelelője a szláv -ova képzővel, mely magyarul lucfenyves hely-et jelent. Mai, magyarosított Szemerekő nevét 1904-ben kapta, szláv nevéhez való hangzásbeli hasonlósága után.

## Története
Szemerekő (Szmerekovo) nevét 1582-ben említette először oklevél „Szmrekova” néven. 1773-ban „Szmerekova”, „Smerkó” formában említik.
A 18. század végén Vályi András így ír róla: „SZMERKOVA. Orosz falu Ungvár Várm. földes Ura a’ Királyi Kamara, lakosai ó hitüek, fekszik Ungvárhoz négy mértföldnyire; határja majd jó, majd középszerű.”
Fényes Elek 1851-ben kiadott geográfiai szótárában így ír a faluról: „Szmerekova, orosz falu, Ungh vmegyében, igen erdős hegyes vidéken: 270 gör. kath., 10 zsidó lak. Gör. kath. paroch. templom. F. u. a kamara. Ut. p. Unghvár.”
1913-ban „Szemerekő” néven írták. A trianoni béke előtt Ung vármegye Nagybereznai járásához tartozott. Az első világháborút követően a mesterségesen létrehozott Csehszlovákiához csatolták, majd 1938-tól ismét Magyarországhoz tartozott 1944 őszéig, amikor a szovjet csapatok megszállták.
Ennek következtében 1945-ben az Ukrán Szovjet Szocialista Köztársaság, s ezzel együtt a Szovjetunió részévé vált. 1991 óta a független Ukrajna része.

## Népessége
1910-ben 496 lakosából 6 magyar, 12 német, 478 ruszin volt; ebből 483 görögkatolikus, 13 izraelita volt.
| 2001 | 381 |

A népesség anyanyelv szerinti megoszlása a teljes népesség %-ában (2001)